# الإبريق الموصلي

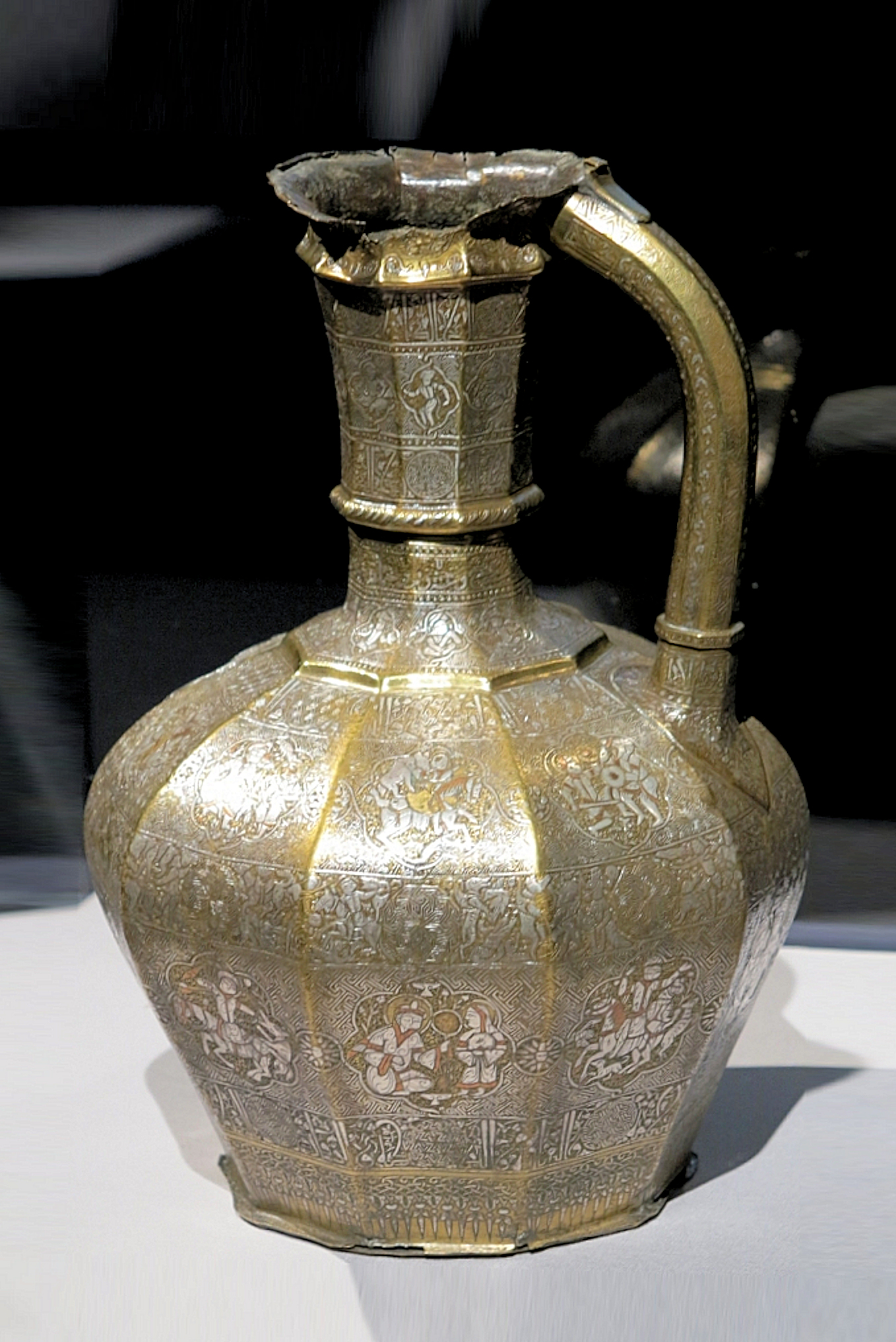
«الإبريق الموصلي».

الإبريق الموصلي هو إبريق يعود تاريخه الى القرن السابع الهجري/الثالث عشر الميلادي، ينسب عمله إلى شجاع بن منعة الموصلي. لا يزال الإبريق الاصلي محفوظا في المتحف البريطاني.
يمسى الابريق احيانا ابريق بلاكاس نسبة الى الفرنسي الذي كان يملك القطعة قبل ان تتحول الى المتحف البريطاني سنة ١٨٦٦ م.

## وصف
إبريق نحاسي مطعّم بالفضة والنحاس الأحمر، يتميز بزخارف دقيقة ومشاهد تصويرية غنية تعكس حياة البلاط، تشمل جنودًا، نساءً، صيادين، موسيقيين، ومشاهد من الملحمة الفارسية الشاهنامه. يُعتقد أن الإبريق صُنع للبلاط، وربما كان بدر الدين لؤلؤ، حاكم الموصل (629-659هـ/1232-1259م)، أو أحد أفراد حاشيته الراعي لهذا العمل. تُظهر الكتابات والزخارف التأثير التركي والبيزنطي في تصاميم الموصل.
كتب فوق القسم السفلي من رقبته «نقش شجاع بن منعة الموصلي في شهر الله المبارك رجب سنة تسع وعشرين وستمائة بالموصل».

## نصب الإبريق الموصلي

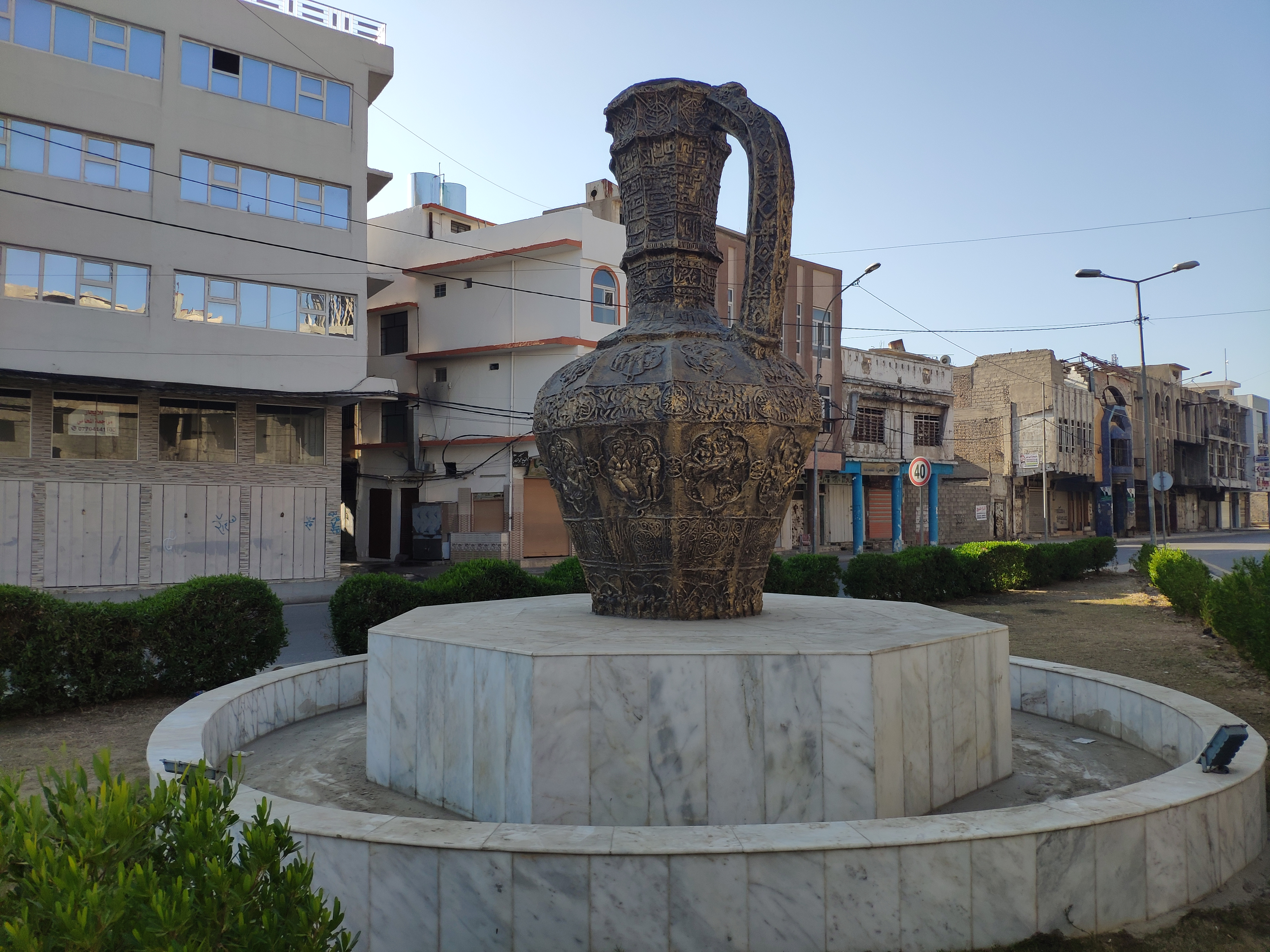
الابريق الموصلي، دورة خالد بن الوليد، الموصل.

يوجد في الموصل نصب للابريق الموصلي من تصميم طلال صفاوي، وهو موجود اليوم في دورة خالد بن الوليد. كان في السابق عند باب الجسر العتيق.